# Rinorea hummelii
Rinorea hummelii är en violväxtart som beskrevs av Thomas Archibald Sprague. Rinorea hummelii ingår i släktet Rinorea och familjen violväxter. Inga underarter finns listade i Catalogue of Life.